# Chagrin Falls, Ohio
Chagrin Falls là một làng thuộc quận Cuyahoga, tiểu bang Ohio, Hoa Kỳ. Năm 2010, dân số của làng này là 4113 người.

## Dân số
- Dân số năm 2000: 4024 người.
- Dân số năm 2010: 4113 người.